# La Chaumusse

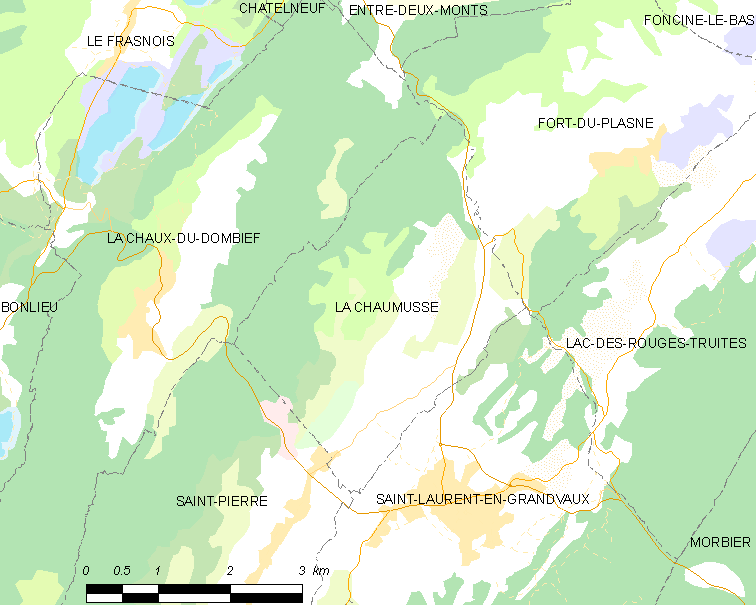

La Chaumusse ist eine Gemeinde im französischen Département Jura in der Region Bourgogne-Franche-Comté.

## Geographie
La Chaumusse liegt auf 884 m, etwa 18 Kilometer südlich der Stadt Champagnole (Luftlinie). Das Bauerndorf erstreckt sich im Jura, auf dem ausgedehnten Hochplateau von Grandvaux, am Rand einer Moorsenke südöstlich der Waldhöhen von La Joux Derrière.
Die Fläche des 10,62 km² großen Gemeindegebiets umfasst einen Abschnitt des französischen Juras. Der Hauptteil des Gebietes wird von der Hochfläche von Grandvaux (durchschnittlich auf 900 m) eingenommen. Sie zeigt nur geringe Reliefunterschiede und ist hauptsächlich von Wies- und Weideland bestanden. Das Gebiet wird durch einen Bach nach Nordosten zur Lemme entwässert. Diese bildet die östliche Gemeindegrenze. Sie fließt zunächst durch eine weite Talaue, um dann die Kette von Prélet in einem schluchtartigen Durchbruch zu queren. Die nordwestliche Abgrenzung der Hochfläche markieren die Waldkuppen von La Joux Derrière (mit 962 m die höchste Erhebung von La Chaumusse) und Bois des Assiettes (939 m). Das Gemeindegebiet ist Teil des Regionalen Naturparks Haut-Jura (frz.: Parc naturel régional du Haut-Jura).
Zu La Chaumusse gehören neben dem eigentlichen Ort auch mehrere Weiler, Hofgruppen und Einzelhöfe, darunter:
- Sur le Pré (858 m) auf dem Hochplateau von Grandvaux
- Les Chauvettes de Vent (885 m) auf dem Hochplateau von Grandvaux
- Les Chauvettes de Bise (880 m) am Südrand des Bois des Assiettes
- Pont de Lemme (823 m) im Tal der Lemme

Nachbargemeinden von La Chaumusse sind La Chaux-du-Dombief im Norden, Fort-du-Plasne im Osten, Saint-Laurent-en-Grandvaux im Süden sowie Saint-Pierre im Westen.

## Geschichte
Seit dem Mittelalter gehörte La Chaumusse zum Gebiet der Abtei von Grandvaux, die im 14. Jahrhundert mit der Abtei von Saint-Claude zusammengelegt wurde. Zusammen mit der Franche-Comté gelangte das Dorf mit dem Frieden von Nimwegen 1678 an Frankreich.

## Bevölkerung
| Jahr                       | 1962 | 1968 | 1975 | 1982 | 1990 | 1999 | 2008 | 2017 |
| Einwohner                  | 230  | 244  | 203  | 251  | 264  | 289  | 343  | 402  |
| Quellen: Cassini und INSEE |      |      |      |      |      |      |      |      |

Mit 391 Einwohnern (Stand 1. Januar 2022) gehört La Chaumusse zu den kleinen Gemeinden des Départements Jura. Nachdem die Einwohnerzahl in der ersten Hälfte des 20. Jahrhunderts markant abgenommen hatte (1886 wurden noch 340 Personen gezählt), wurde seit Mitte der 1970er Jahre wieder eine leichte Bevölkerungszunahme verzeichnet.

## Wirtschaft und Infrastruktur
La Chaumusse war bis weit ins 20. Jahrhundert hinein ein vorwiegend durch die Landwirtschaft, insbesondere Viehzucht und Milchwirtschaft, sowie durch die Forstwirtschaft geprägtes Dorf. Daneben gibt es heute einige Betriebe des lokalen Kleingewerbes, unter anderem ein Unternehmen der Brillenherstellung. Mittlerweile hat sich das Dorf auch zu einer Wohngemeinde gewandelt. Viele Erwerbstätige sind Wegpendler, die in den größeren Ortschaften der Umgebung ihrer Arbeit nachgehen.

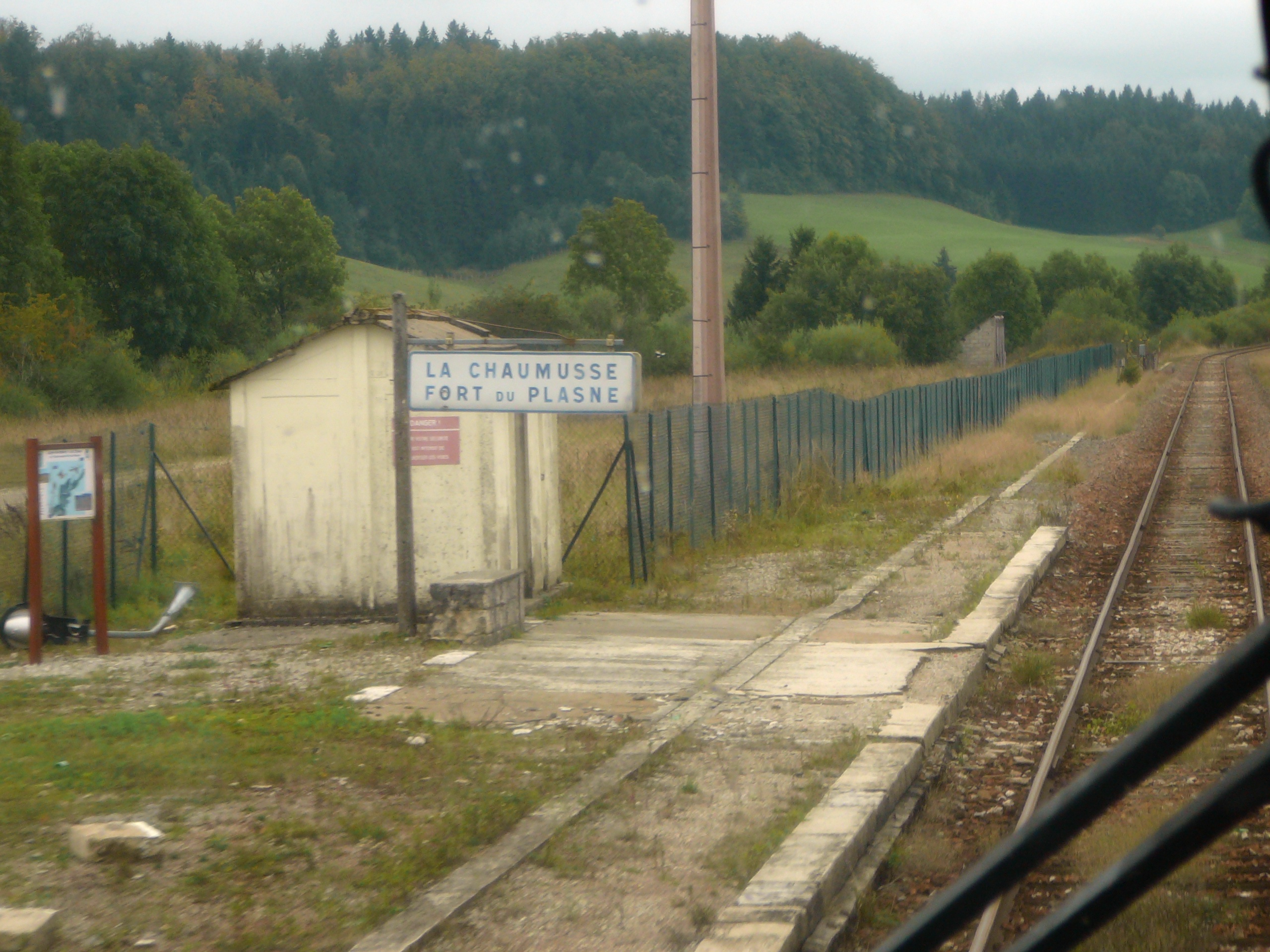
Bahn-Haltepunkt La-Chaumusse – Fort-du-Plasne

Die Ortschaft liegt zwar abseits der größeren Durchgangsstraßen, ist aber verkehrstechnisch dank der Nähe der Hauptstraßen N5 (Champagnole-Morez) und N78 (Lons-le-Saunier – Saint-Laurent-en-Grandvaux) trotzdem gut erschlossen. La Chaumusse besitzt einen Bahnhof (beim Weiler Pont-de-Lemme) an der im Jahr 1900 eröffneten Eisenbahnlinie von Champagnole nach Morez.